# Актас (Алматинская область)
Актас (каз. Ақтас) — село в Талгарском районе Алматинской области Казахстана. Входит в состав Кендалинского сельского округа. Код КАТО — 196255300.
В селе находится ГУ «Республиканская психиатрическая больница специализированного типа с интенсивным наблюдением».

## Население
В 1999 году население села составляло 1122 человека (861 мужчина и 261 женщина). По данным переписи 2009 года в селе проживало 378 человек (354 мужчины и 24 женщины).

## Административное деление
В состав села Актас входит 39 дачных массивов;  «Ветеран» ; «Картограф» ; «Дет.Сад» ; «Пищевик» ; «Геолог» ; «Березка» ; «Авиатор-2 ;Знание» ; «Огонек» ; «Пенсионер 3» ; «Ромашка» ; «Сахарник» ; «Связист» ; «Солнечное» ; «Химик Талгар» ;  «Заря» ; «Автомобилист» ; «Медик 3» ; «Гвоздика» ; «Луч», «Медик 4» ; «Медик» ; «Энтузиазист 1» ; «Буркит» ; «Восход» ; «Колос» ; «Кондитер», «Медик» ; «Наука» ; «Рассвет» ; «Строитель» ; «Горняк» ; «Заря» ; «Золотой Налив» ; «Мехкомбинат» ; «Ремонтник», «Метро» ; «Ардагер (ГЭС)» ; «Заповедник (ГЭС)» ; «Кок дала» .